# Jonas Junias
Jonas Junias Jonas (* 24. November 1993 in Swakopmund) ist ein namibischer Boxer.

## Karriere
Jonas Junias gewann 2014 die Silbermedaille bei den Commonwealth Games in Schottland. Nach Siegen gegen Aamir Khan, Charles Lumbwe, Leroy Hindley und Sean Duffy, unterlag er erst im Finale gegen Josh Taylor.
2015 gewann er ebenfalls Silber bei den Afrikaspielen in der Republik Kongo, als er gegen Adilson Justino, Babou Smaila, Richarno Colin und Eslam Aly ins Finale vorgedrungen war und dort knapp mit 1:2 gegen Abdelkader Chadi verlor.
Mit Siegen gegen Jessie Lartey, Eslam Aly, Badesse Bahiru, Babou Smaila und Hamza El-Barbari stieg er auf dem ersten Platz bei der afrikanischen Olympiaqualifikation 2016 in Kamerun aus und nahm daraufhin an den Olympischen Spielen 2016 in Brasilien teil, wo er im ersten Kampf gegen Hassan Amzile ausschied. Zudem war er Flaggenträger der namibischen Olympiamannschaft.
Die Afrikameisterschaften 2017 in der Republik Kongo beendete er mit der Goldmedaille, nachdem er Hermany Gomes, Richarno Colin, Shadir Musa, Dival Malonga und Eslam Aly geschlagen hatte.
Bei den Commonwealth Games 2018 in Australien gewann Jonas die Goldmedaille durch Siege gegen Rashield Williams, Valentin Kondakov, Dinindu Saparamadu, Luke McCormack und Thomas Blumenfeld. Die Afrikaspiele 2019 in Marokko beendete er mit dem Gewinn einer Bronzemedaille, nachdem er im Halbfinale knapp mit 2:3 gegen Abdelhaq Nadir ausgeschieden war. 
Im Februar 2020 gewann er die afrikanische Olympiaqualifikation in Senegal und besiegte dabei unter anderem Abdelhaq Nadir und Richarno Colin. Er qualifizierte sich damit zur Teilnahme an den Olympischen Spielen in Tokio. Bei den 2021 ausgetragenen Olympischen Spielen schied er im Achtelfinale gegen Harry Garside deutlich aus. Er war als Medaillenkandidat gehandelt worden. Während der Eröffnungsfeier war er gemeinsam mit der Ruderin Maike Diekmann der Fahnenträger seines Heimatlandes, wie auch zuvor schon bei den Spielen 2016.
Bei den Commonwealth Games 2022 in Birmingham unterlag er im Viertelfinale gegen Reese Lynch.
Er strebt (Stand Juli 2022) eine Profikarriere an.

### Auszeichnungen
- 2021: Sportler des Jahres, Namibia Annual Sports Awards (NASA)[10]

## Verhaftungen
Jonas wurde während der Olympischen Spiele 2016 wegen des Verdachts der sexuellen Belästigung an einer Mitarbeiterin des Olympiadorfs verhaftet und befand sich rund neun Monate gegen Kaution in der Obhut der namibischen Botschaft in Brasilien. Erst im April 2017 wurde ihm bis zum Ende des Verfahrens durch das Gericht die Ausreise in seine Heimat gestattet. Später wurde Jonas von der Anklage freigesprochen.
Am 16. April 2021 wurde Jonas wegen des Verdachts des versuchten Mordes und Angriffs auf einen Polizisten verhaftet und verpasste durch die Untersuchungshaft sein für den 1. Mai 2021 geplantes Profidebüt. Jonas hatte sich damit gerechtfertigt, Opfer eines Raubüberfalls geworden zu sein und sich verteidigt zu haben. Beim Versuch, den Vorfall zur Anzeige zu bringen, sei er mit Beamten wegen des Verstoßes gegen die Ausgangsbeschränkungen im Zusammenhang mit der COVID-19-Pandemie aneinandergeraten. Jonas wurde Ende Mai 2021 gegen Kaution aus der Untersuchungshaft entlassen. Die Staatsanwaltschaft hatte sich gegen eine Freilassung ausgesprochen.